# 細川賴直

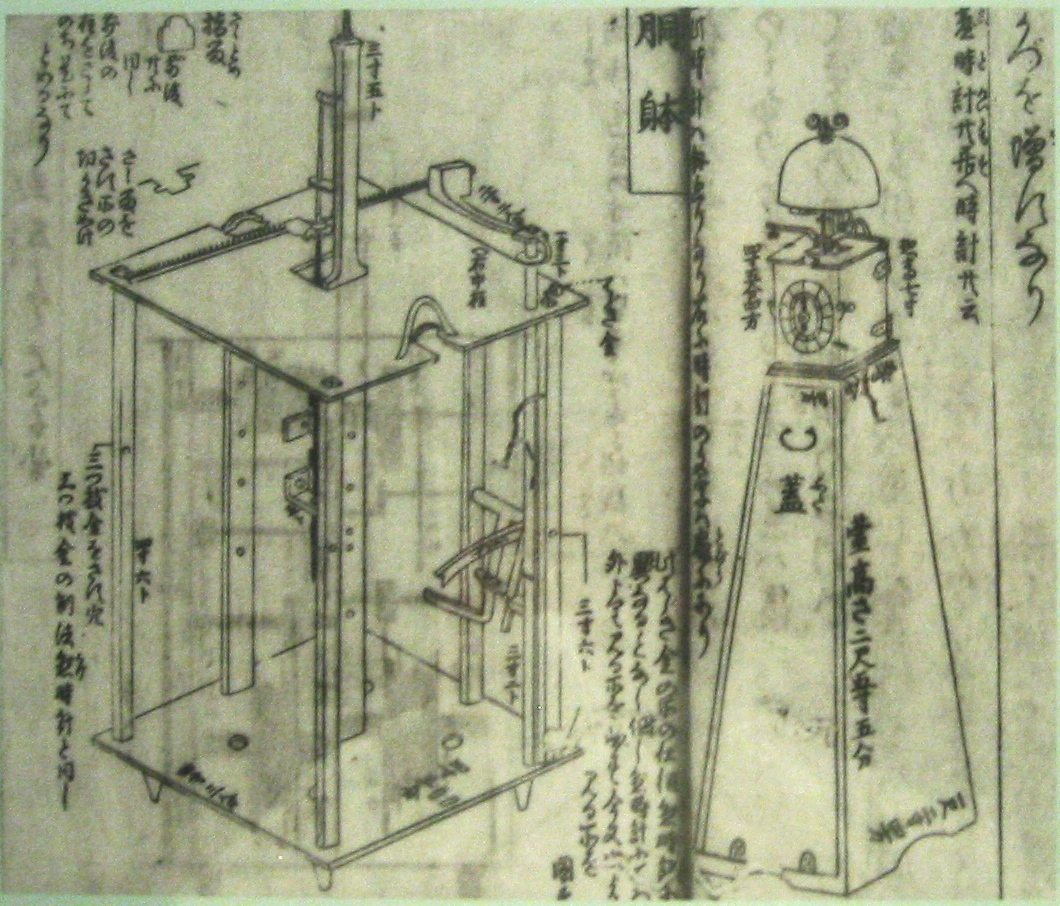
『機巧圖彙』

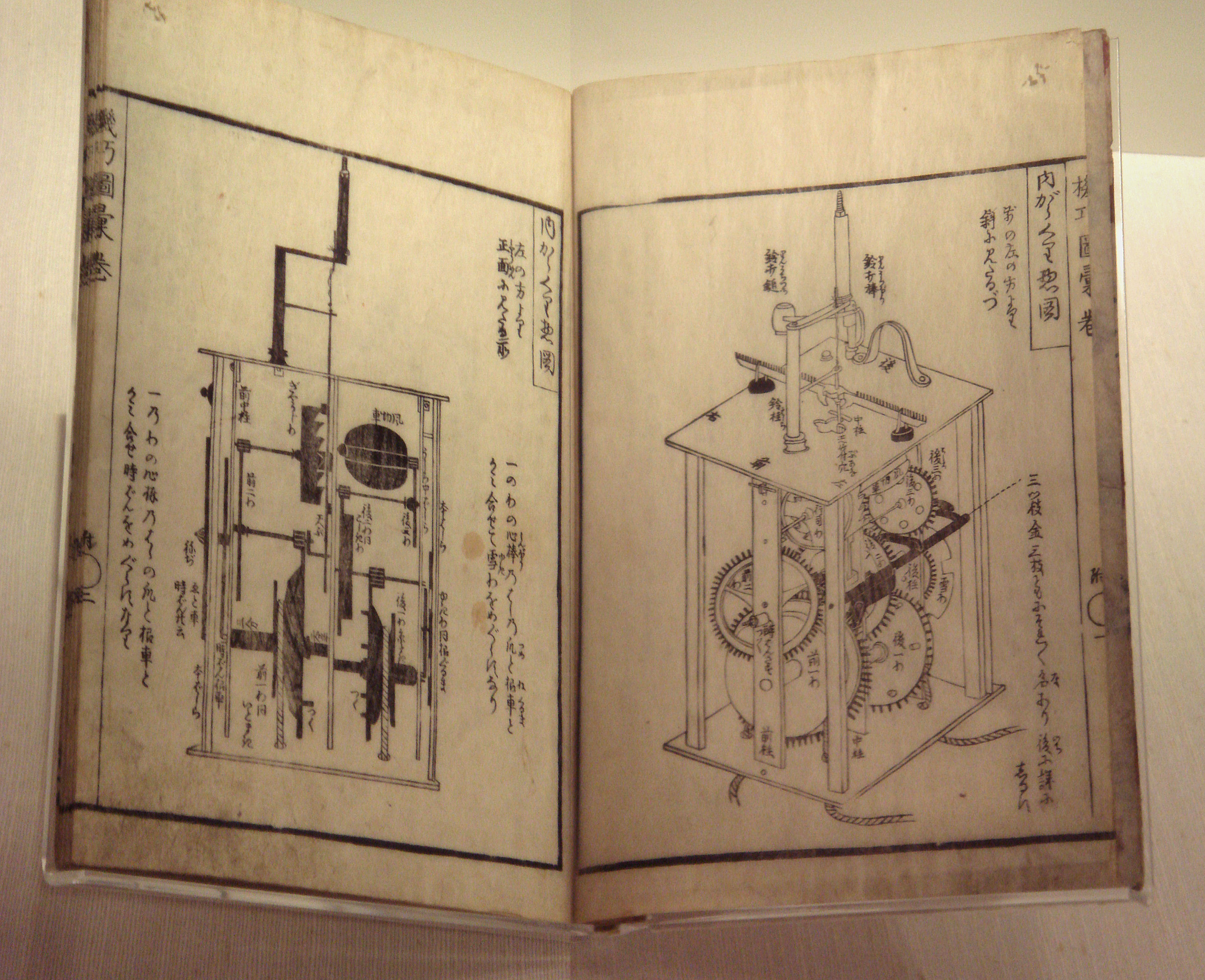
載於『機巧圖彙』，和式時鐘内部構造的解說

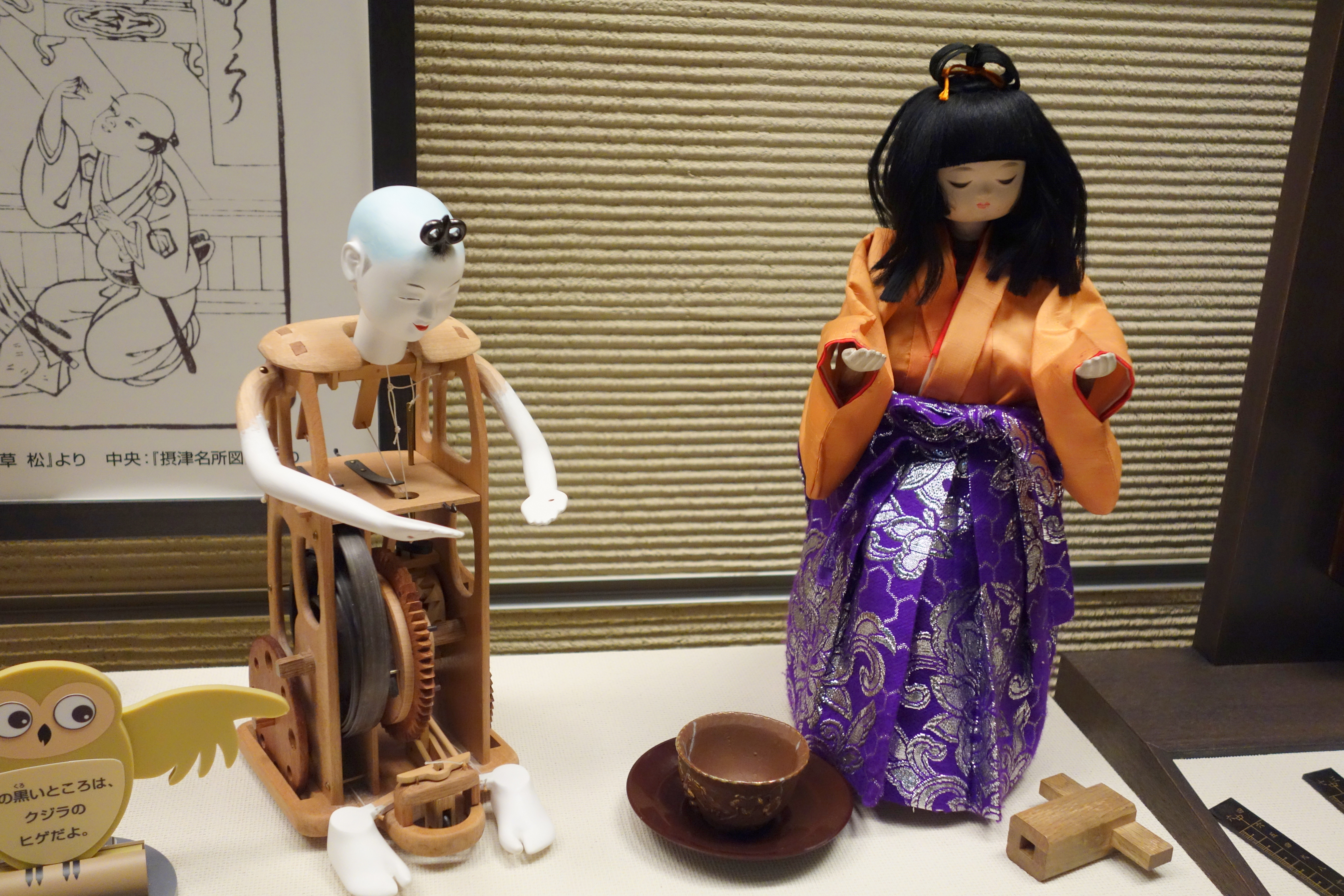
按照機巧圖彙兒還原的一個奉茶童子人偶。日本国立科學博物館。

細川 賴直（日语：／ Hosokawa Yorinao，生年不詳—1796年）是一位日本发明家，天文学家，江户时代的曆學家、機關人偶的工程师。通稱半藏（はんぞう）。

## 生平
字方鄉、丘陵、万象，土佐藩（後來的高知县）出身，